# Santi Concepción
Santiago Concepción Acosta (Los Llanos de Aridane, La Palma, 10 de junio de 1970), más conocido como Santi Concepción y apodado "El Palmero de Oro", es un piloto de automovilismo español. Se especializó en Rallys de asfalto entre 1992 y 2012, principalmente en el Grupo N. Es el piloto con más Campeonatos de España de Producción (grupo N), así como piloto prioritario por la Real Federación Española de Automovilismo en 1999, 2000, 2001, 2002, 2003, 2004, 2005 y 2006.

## Trayectoria deportista

### Nacimiento e infancia
Nació el 10 de junio de 1970 en la localidad Los Llanos de Aridane. Desde pequeño tuvo acceso al mundo del motor. Entre otros, su padre y su tío competían en diferentes categorías y ya con 9 años empezó practicando motocross cuando su padre le regaló una moto. 

### Comienzos profesionales
Se inicia en el slalom de tierra en la isla de La Palma en 1992, pilotando un histórico Seat 124 que un amigo le dejó prestado. Un grupo de amigos de Santi acondicionó el coche para la competición. Luego se puso a los mandos de un pequeño Renault 5, participando este mismo año en pruebas de asfalto, en modalidades de rallys y subidas. A finales de 1992, sube un escalón deportivo y se hace con un Opel Kadett, llegando a realizar sus primeras participaciones fuera de su isla natal, La Palma.

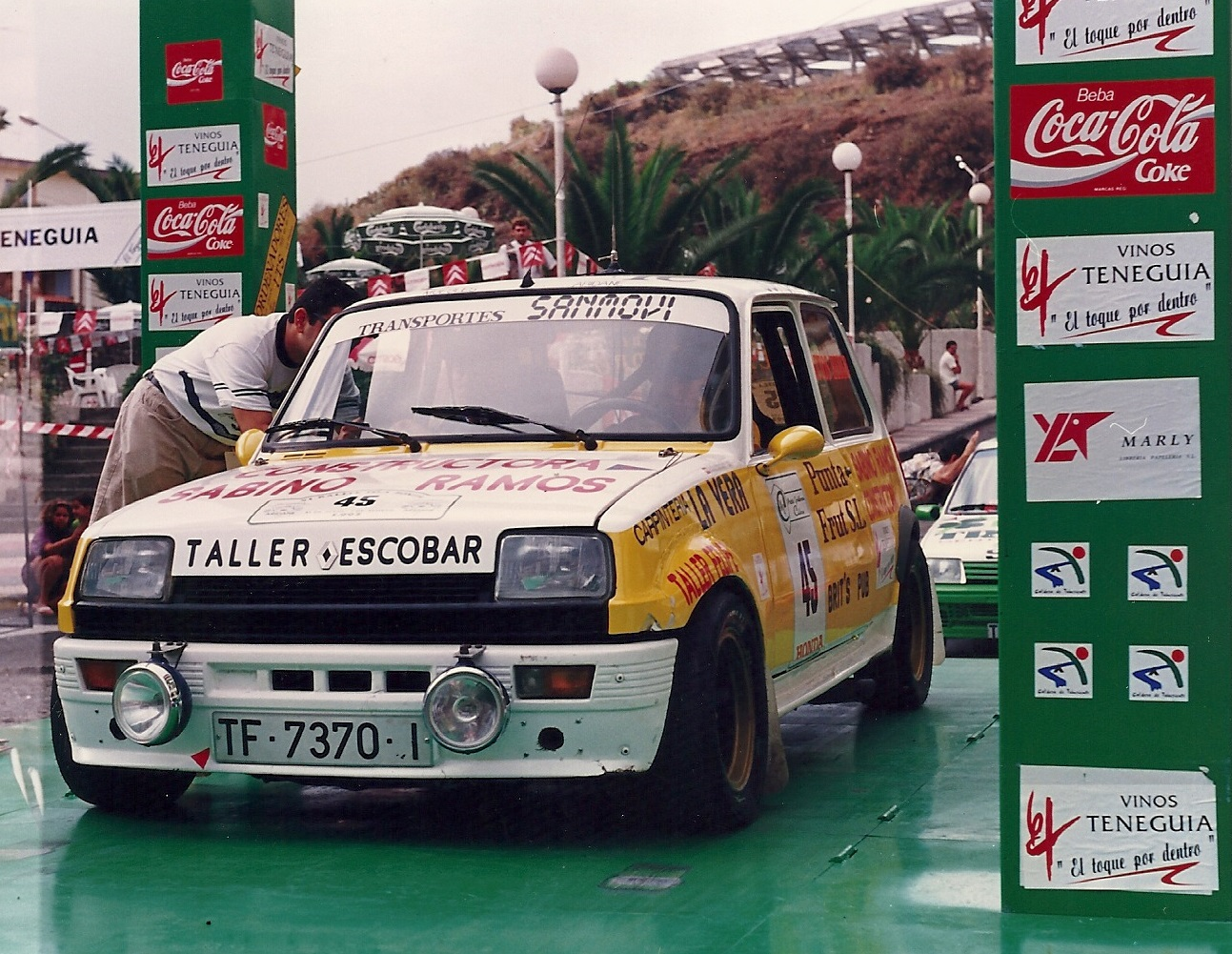
Ranult 5 de Santi Concepción

### Primeros resultados importantes
En su segunda temporada deportiva, en el año 1993, Concepción empezaba a demostrar su talento con el Opel Kadett de Grupo A, disputando pruebas sobre asfalto y consiguiendo los primeros logros, lo que le lleva a acaparar buena parte de la atención de los medios especializados en el mundo de motor, viendo en él un piloto de futuro por su talento y aptitudes al volante.
Este mismo año acaba con el Campeonato Provincial de Montaña en el Grupo A, así como con el subcampeonato Insular de La Palma.

### Salto al Nacional
En su tercera temporada, Santi Concepción decide dar el salto que siempre resulta más complicado para los pilotos isleños, competir en la Península. Desembarca así, en 1994, en un campeonato de gran tradición, como es el Desafío Peugeot. A los mandos de un modelo 106 Rallye, deslumbra por su rápida adaptación a la máquina y a las diversas pruebas de las que consta el campeonato. Acaba la temporada en una espectacular cuarta posición, logrando, incluso, un título que, a la postre, fue muy importante y significativo, el de Mejor Imagen de Equipo en del Desafío Peugeot. También ese año se le elige como mejor piloto por APDT.

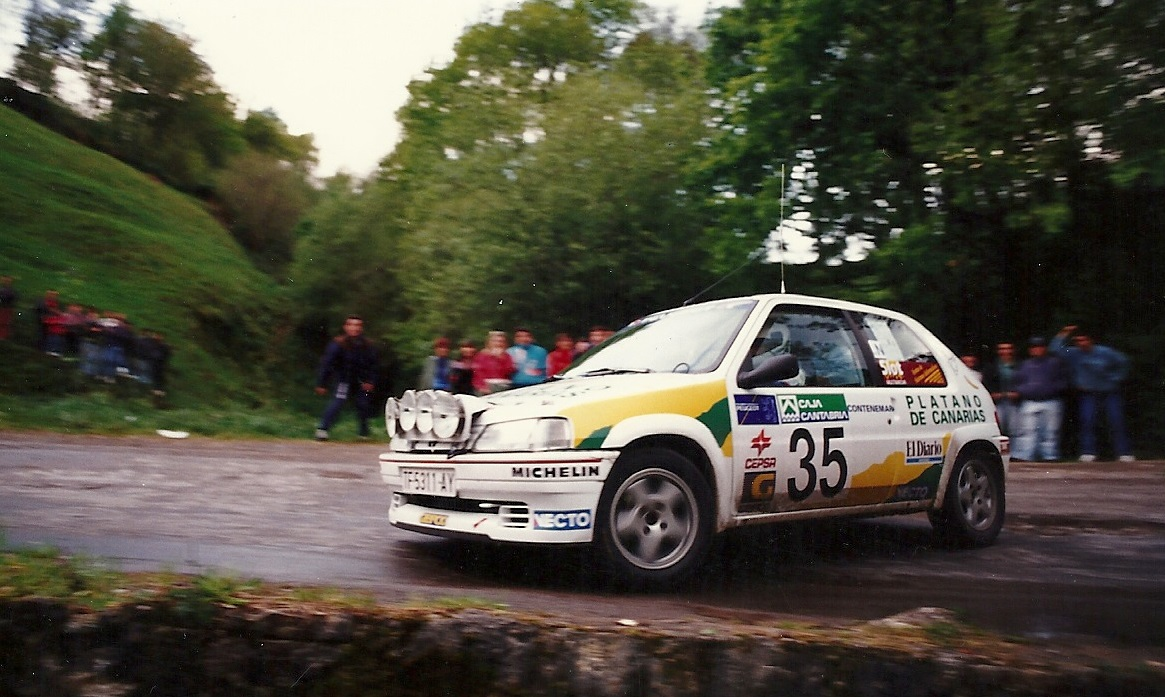
Peugeot 106 Rally del Desafío Peugeot, Santi Concepción

En 1995, el piloto palmero combinaba el Desafío Peugeot y el Campeonato Regional de Canarias, duplicando así el trabajo y la experiencia. Se hizo con el subcampeonato, logrando todas las victorias donde pudo participar, debido a su calendario nacional. En Península fue octavo, logrando resultados parciales muy importantes y realizando una loable imagen de equipo.
En 1996 se hace todo un especialista del Desafío Peugeot. Consiguió algunas victorias que le valieron para ser sexto en el campeonato. Pero no fue hasta 1997 cuando comenzó a recoger los frutos de su experiencia adquirida en tierras peninsulares. En esta temporada, su quinta temporada en activo, pasa a formar parte del equipo Red Ford Marlboro de Canarias, a los mandos de un Ford Escort RS Cosworth de Grupo N. Demostrando un rápido acoplamiento al vehículo, gana su categoría en el Provincial de Tenerife. En la Península realiza actuaciones esporádicas con el mismo vehículo. Participó en el Rally de Cataluña, valedero para el Campeonato del Mundo, siendo segundo de Grupo N, hasta que su vehículo cedió mecánicamente, sorprendiendo, aun así, por su temple al volante.

### Consolidación
En 1998 comenzó la consagración definitiva de Concepción. Era su segunda temporada a los mandos de un vehículo de tracción total y turboalimentado. En Canarias se impone en el Grupo N, tras una victoria en su casa. Días más tarde lograba el mismo título a nivel nacional, siendo elegido mejor piloto por APDT.
Sus continuas demostraciones de talento y saber estar le llevan a conseguir la oficialidad en el equipo de Ford España en 1999, luciendo durante todo el año los entorchados de la temporada anterior. Santi logra victorias en su categoría en los dos rallyes del campeonato europeo, siendo al final subcampeón de su categoría a pesar de los modernos Mitsubishi Evo que desembarcaban ese año.

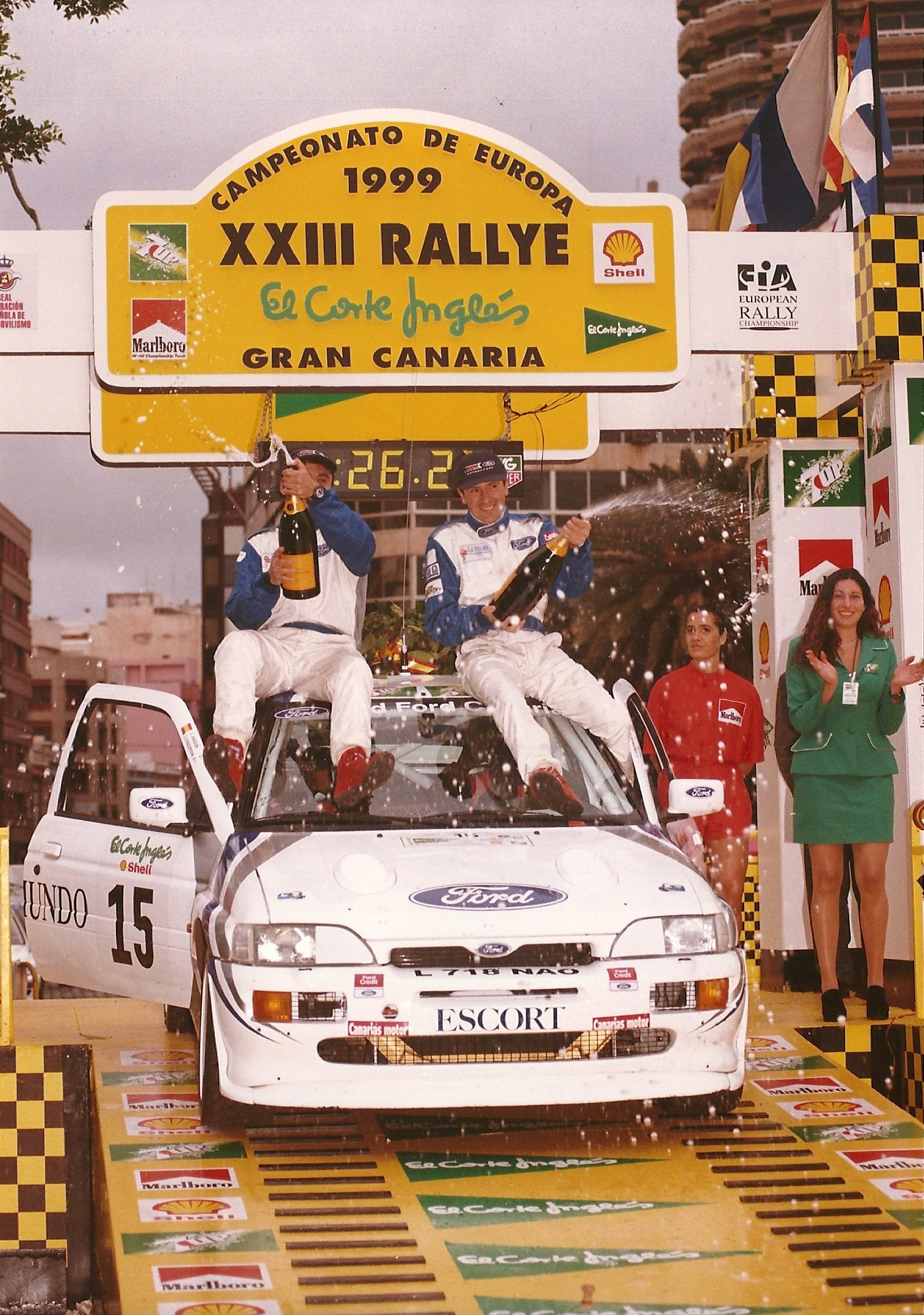
Ford Escort Santi Concepción

Para la siguiente temporada, y viendo las cualidades de los Mitsubishi, Concepción se hace con un Lancer Evo VI, de la categoría N. El vehículo llega a finales de temporada, danto tiempo al palmero de disputar las dos últimas pruebas del nacional, en Tenerife y Madrid, consiguiendo ambas victorias, las cuales le proclamaron favorito para la siguiente temporada, y con razón, puesto que lograba, en 2001 como piloto semioficial de Mitsubishi su segundo entorchado nacional, después de demostrar su superioridad incluso en los terrenos más adversos para la conducción. A lo largo de la siguiente temporada, logra espectaculares victorias que le otorgan varios podios absolutos, así como el subcampeonato absoluto, siendo piloto oficial Mitsubishi. En la temporada 2003 se convierte en piloto del Coronas-Team y, sobreponiéndose a varias adversidades, consigue el Team Concepción imponerse, por tercera vez consecutiva, cuarta del grupo N. 

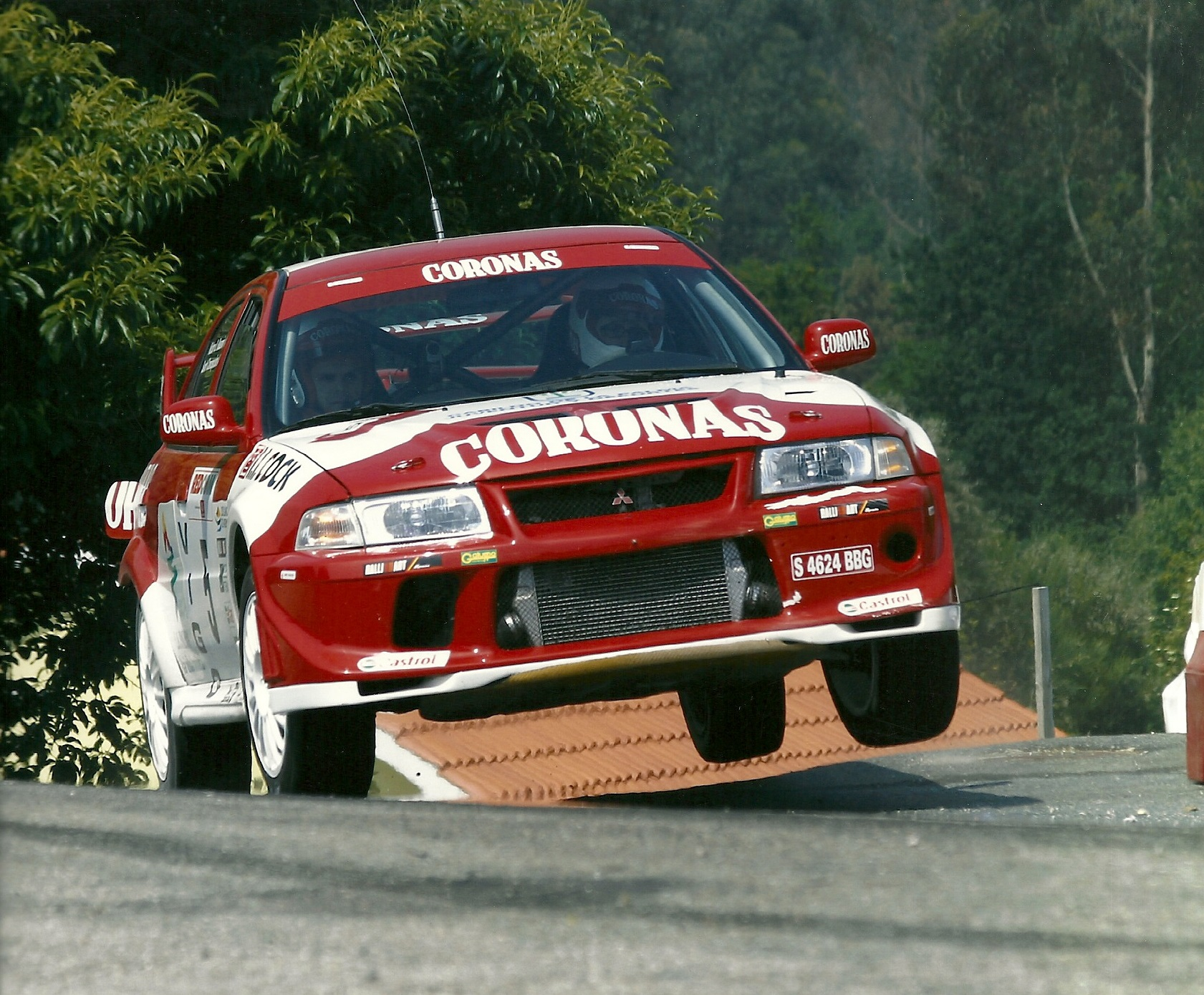
Mitsubishi Lancer Evolution VI Santi Concepción

2004 fue un gran año, ingresando en uno de los equipos más importantes, por tradición y palmarés, el de Citroën Sport. Este año estuvo a los mandos de tres Citroën C2 Super 1600 distintos, un Saxo y dos Lancer Evo VII, también distintos. Llegó a ser oficial de Citroën en Llanes. En 2005 continúa como piloto semioficial de Citroën, con el Super 1600, en el Campeonato de España y, al año siguiente, compite con un Mitsubishi Evo IX en varias pruebas del campeonato nacional.

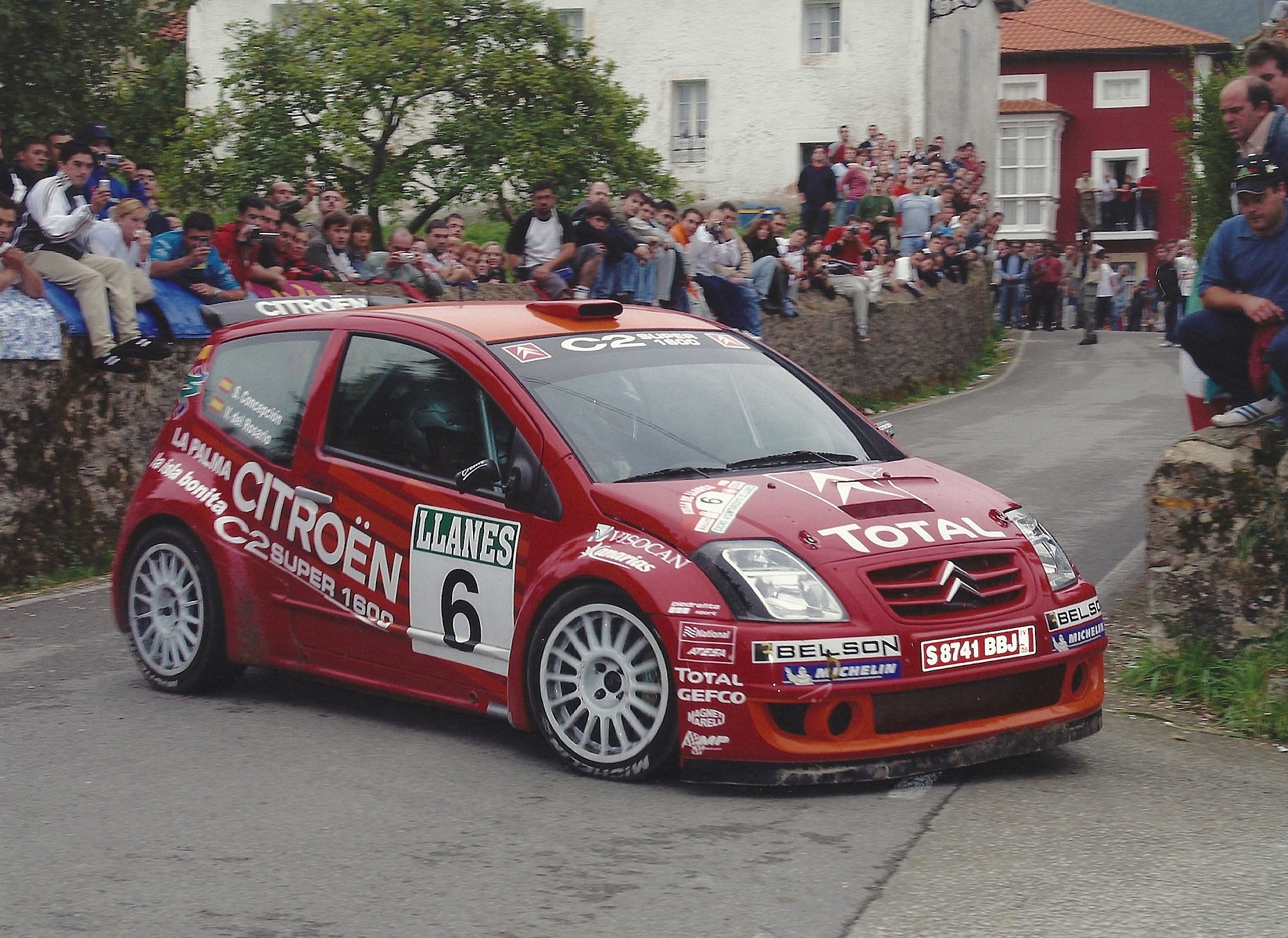
Citroën Super 1600 de Santi Concepción

### Últimos años
En 2007 se mantuvo inactivo, asesorando y ayudando a su hermano Víctor Concepción a los mandos de un Citroën C2 y participando en algunas pruebas show.
En 2008 se hace con un Porsche GT3 CUP Rallye, realizando, a modo de preparación para la temporada siguiente, varias pruebas en el Campeonato de Canarias y La Palma, obteniendo varias victorias. Al año siguiente, participa con el mismo vehículo en el Campeonato de Canarias de Rallys, quedando campeón del mismo GT y consiguiendo, también, la victoria en el Campeonato Insular de La Palma.

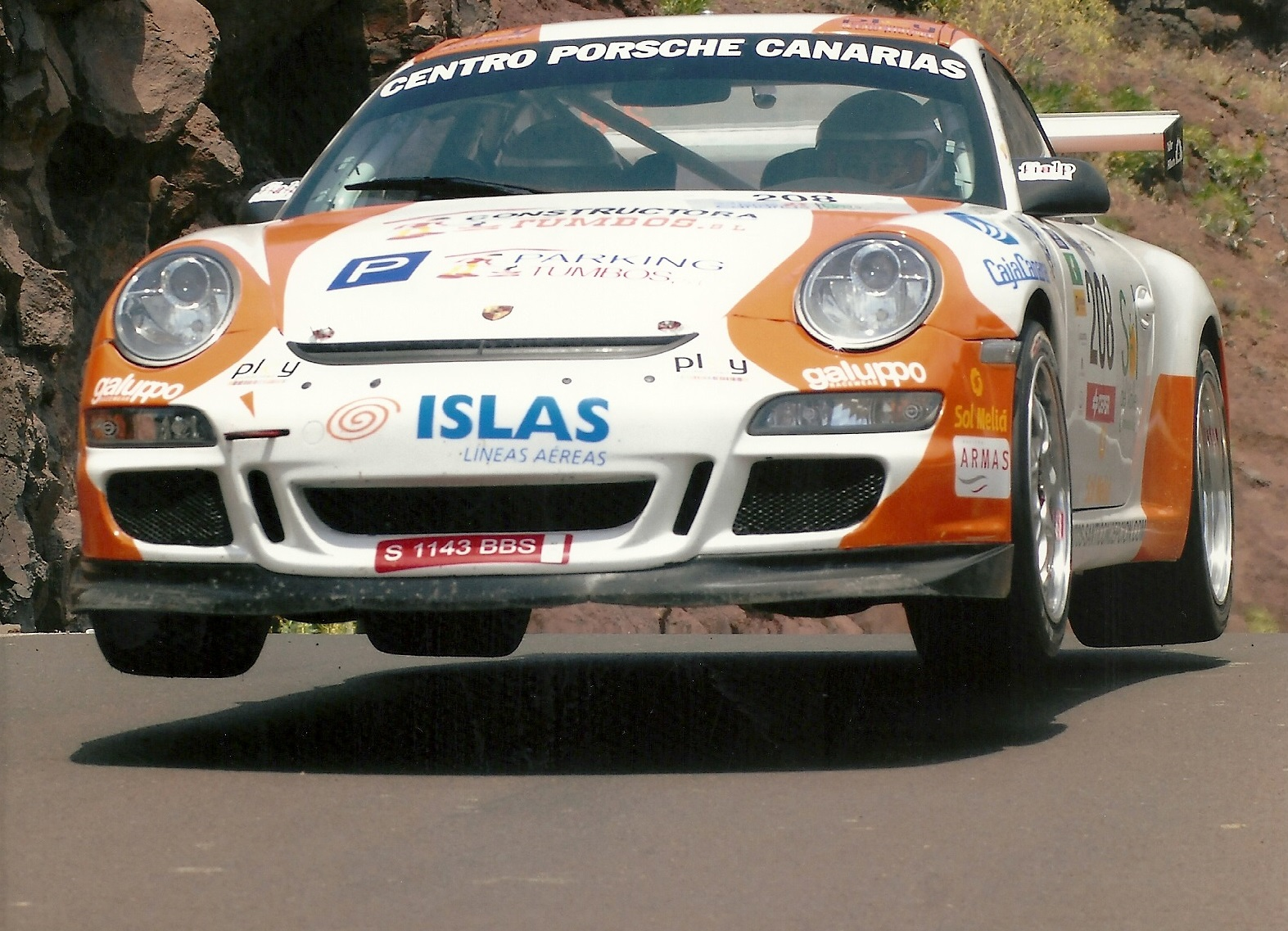
Porsche GT3 Santi Concepción

En 2010 se mantiene de nuevo inactivo, asesorando deportiva y logísticamente a varios pilotos. Al año siguiente participa en dos pruebas del Campeonato de Canarias de Rallys con el Porsche GT3 CUP Rallye, subiendo, en ambas, al segundo escalón del podio. En 2012 se despide del mundo de la competición, estando inactivo desde entonces.

## Palmarés
Títulos Nacionales - Campeonatos de España
| 2003 | Campeón    | Campeonato de España de Rallyes Gr. N | Mitsubishi Lancer Evo VI |
| 2002 | Campeón    | Campeonato de España de Rallyes Gr. N | Mitsubishi Lancer Evo VI |
| 2001 | Subcampeón | Campeonato de España de Rallyes       | Mitsubishi Lancer Evo VI |
| 1998 | Campeón    | Campaonato de España de Rallyes Gr. N | Ford Escort RS Cosworth  |

Resumen Palmarés
| Año  | Campeonato | Campeonato                             |
| ---- | ---------- | -------------------------------------- |
| 2009 | Campeón    | Campeón de Canarias de Rallyes GT      |
| 2006 | 13º        | Campeonato de España de Rallyes        |
| 2003 | Campeón    | Copa de España Turismo                 |
| 2002 | Campeón    | Copa de España Turismo                 |
| 2002 | Subcampeón | Campeonato de España de Rallyes        |
| 2001 | Campeón    | Copa de España Turismo                 |
| 1999 | Subcampeón | Campeonato de España de Producción     |
| 1998 | Campeón    | Copa de España Turismo                 |
| 1998 | Campeón    | Campeonato de Canarias de Producción   |
| 1997 | Subcampeón | Campeonato de Canarias de Producción   |
| 1997 | Campeón    | Campeonato Provincial de Tenerife      |
| 1996 | 6º         | General                                |
| 1995 | Subcampeón | Campeonato de Canarias de Producción   |
| 1995 | 8º         | General                                |
| 1994 | 4º         | General                                |
| 1993 | Subcampeón | Campeonato I. La Palma                 |
| 1993 | 1º         | Grupo A Provincial montaña de Tenerife |
| 1992 | 6º         | Campeonato I. La Palma                 |